# Колеошо, Лука
Лука Уаррик Даеови Колеошо (англ. Luca Warrick Daeovie Koleosho; род. 15 сентября 2004, Норуолк) — канадский футболист, полузащитник клуба «Бернли».
Колеошо родился в США в семье нигерийца и канадки итальянского происхождения. Имеет гражданства США, Италии, Канады, и Нигерии.

## Клубная карьера
Колеошо — воспитанник клубов «Трамбалл Юнайтед», «Манхэттен Киккерс» и испанских «Реус Депортиу» и «Эспаньол». 22 мая 2022 года в матче против «Гранады» он дебютировал в Ла Лиге в составе последнего. 4 июня 2023 года в поединке против Альмерии Лука забил свой первый гол за Эспаньол.
Летом 2023 года Колеошо перешёл в английский «Бернли», подписав контракт на четыре года. Сумма трансфера составила 2,6 млн. евро. 11 августа в матче против «Манчестер Сити» он дебютировал в английской Премьер-лиге. 2 декабря в поединке против «Шеффилд Юнайтед» Лука забил свой первый гол за «Бернли».

## Международная карьера
Лука выступал за сборную США (до 15 лет), получил приглашение выступать за Канаду, но в итоге выбрал Италию. В 2023 году Колеошо в составе юношеской сборной Италии выиграл молодёжный чемпионат Европы на Мальте. На турнире он сыграл в матчах против сборных Мальты, Польши, Испании и дважды Португалии.

## Достижения
Международные
 Италия (до 19)
- Победитель юношеского чемпионата Европы — 2023